# International Forum Design

Logo International Forum Design

iF International Forum Design GmbH (iF) to organizacja z siedzibą w Hanowerze świadcząca usługi związane z projektowaniem.

## Powstanie International Forum Design
International Forum Design powstało w 2001 r. jako operacyjne ramię biznesowe firmy promującej wzornictwo iF Industrie Forum Design Hannover e.V. (założonej w 1953 r.). International Forum Design i Industrie Forum Design są znane na całym świecie z przyznawania dorocznych nagród iF Product Design.

## Przegląd
Industrie Forum Design Hannover zostało założone w 1953 roku jako „Die gute Industrieform” („dobra forma przemysłowa”) przez Deutsche Messe AG (wówczas Deutsche Messe- und Ausstellungs- AG); Grupę Roboczą ds. Wzornictwa Przemysłowego w ramach Federacji Przemysłu Niemieckiego (BDI); oraz inne korporacje projektowe.
Siedziba firmy mieści się w centrum wystawienniczym w Hanowerze i została założona w celu promowania wyrobów przemysłowych poprzez organizację i promocję wystaw. Firma zorganizowała pierwszą wystawę w 1953 roku, a od 1954 roku przyznaje corocznie nagrody iF Design Award. W 2001 roku dyrektor zarządzający Ralph Wiegmann uruchomił International Forum Design, aby nadzorować działalność gospodarczą iF.

## iF DESIGN AWARD
Corocznie odbywa się rozdanie nagród iF Design Award w 7 różnych kategoriach obejmujących między innymi Architecture, Product Design, Service Design, Communication Design, Interior Architecture, Packaging Design i Professional Concept. Polacy otrzymali tylko dwa razy złotą nagrodę – iF Gold Award. Otrzymała ją firma Renomed w 2016 roku za projekt Black & Gray & Silver i firma Mindsailors Sp. z o.o. w 2014 roku za projekt Dice + / Game Controller.

## Polacy nagrodzeni w iF Design Award[3]
| Rok  | Klient                                      | Designer                               | Projekt                                                     | Dyscyplina            | Kategoria           | Nagroda                 |
| 2008 | Starline International Group Ltd.           | Mindsailors,Starline Polska Sp. z o.o. | Sly’d / USB flash drive                                     | Product               | Computer            | iF Design Award         |
| 2012 | Malafor                                     | Malafor                                | ACTIV BASKET / Shopping cart                                | Product               | Health/Medical      | iF Design Award         |
| 2014 | Game Technologies S. A.                     | Mindsailors Sp. z o.o.                 | DICE+ / Game controller                                     | Product               | Computer            | iF Gold Award           |
| 2014 | Jan Matejko Academy of Fine Arts            | Jan Matejko Academy of Fine Arts       | IVY water radiator / radiator                               | Product               | Home Furniture      | iF Concept Design Award |
| 2015 | VOX Furniture                               | VOX Furniture                          | SPOT Bunk Bed / Multifunctional bed                         | Product               | Home Furniture      | iF Design Award         |
| 2015 | Ericpol Sp. z o.o.                          | Ericpol Sp. z o.o.                     | Agilendar 2014 / Calendar                                   | Communication         | Branding            | iF Design Award         |
| 2016 | Aquaform Lighting Solutions Inc. Sp. z o.o. | PIOTR JAGIEŁŁOWICZ DESIGN              | OLEDRIAN / Luminaires family                                | Product               | Lighting            | iF Design Award         |
| 2016 | Renomed                                     | Renomed                                | Black & Gray & Silber                                       | Product               | Health/Medical      | iF Gold Award           |
| 2017 | Celfast                                     | KABO & PYDO design studio              | Axes set ERGO LINE / Axes with sharpener                    | Product               | Garden              | iF Design Award         |
| 2018 | OKA Büromöbel GmbH & Co. KG                 | MOA Masters of Arts Sp. z o.o.         | OKA stand at ORGATEC / Oka exhibition stand                 | Interior Architecture | Interior Design     | iF Design Award         |
| 2018 | KCR S.A.                                    | The Story                              | #HumanBehindEveryNumber                                     | Professional Concept  | Health              | iF Design Award         |
| 2019 | AQForm                                      | AQForm                                 | AQForm showroom / Lighting showroom                         | Interior Architecture | Architecture        | iF Design Award         |
| 2019 | Marmite Sp. z o.o.                          | Marmite Sp. z o.o.                     | Viv / Wash basin                                            | Product               | Bath                | iF Design Award         |
| 2020 | StethoMe sp. z o.o.                         | Michał Bonikowski                      | StethoMe / Smart electronic stethoscope                     | Product               | Health/Medical      | iF Design Award         |
| 2020 | HeatQ Technology Sp. z o.o.                 | HeatQ Technology Sp. z o.o.            | NEX – electric heating elements / Electric heating elements | Product               | Building Technology | iF Design Award         |